# Schulzia dissecta
Schulzia dissecta är en flockblommig växtart som först beskrevs av Charles Baron Clarke, och fick sitt nu gällande namn av C.Norman. Schulzia dissecta ingår i släktet Schulzia och familjen flockblommiga växter. Inga underarter finns listade i Catalogue of Life.